# Sophie Achermann
Sophie Achermann (* 10. Januar 1993 in Bern) ist Expertin für öffentlichen Diskurs. Sie ist Co-Gründerin und Geschäftsführerin der Public Discourse Foundation, einer Stiftung, welche die Erforschung und Stärkung des öffentlichen Diskurses im Internet bezweckt. Die unabhängige Stiftung wurde unter anderem von der ETH Zürich mitbegründet.
Zuvor war sie fünf Jahre lang Geschäftsführerin des Schweizerischen Frauendachverbandes alliance F und hat dort das Projekt «Stop Hate Speech» lanciert.

## Leben
Als Jugendliche war Sophie Achermann Präsidentin des Jugendrats der Stadt Bern und hat das Jugendparlament der Stadt Bern mitaufgebaut. Nach Abschluss ihrer Lehre zur Kauffrau bei den Parlamentsdiensten der Schweizerischen Bundesversammlung im Jahr 2012 arbeitete sie weiterhin für das Parlament und in der Bundeskanzlei. 2015 war sie Jungdelegierte bei der Ständigen Vertretung der Schweiz bei den Vereinten Nationen in New York City.
Von 2018 bis 2023 war sie Geschäftsführerin des Schweizerischen Frauenverbandes alliance F. 2021 organisierte sie das Frauenrütli sowie die Frauensession mit und war deren Generalsekretärin.
Sie ist Co-Präsidentin und Mitgründerin des Vereins Tech against Violence, welcher digitale Lösungen gegen Gewalt entwickelt, um Lücken im Dienstleistungsangebot in der Schweiz zu schliessen und Gewaltbetroffenen sowie ihrem Umfeld einfach und niederschwellig Zugang zu Informationen und Hilfsangeboten zu bieten. Das erste Projekt ist das Online-Tool #withyou, welches zum Thema toxische Beziehungen und häusliche Gewalt sensibilisiert.
Sie ist auch im Beirat des Schweizer «Conscious Influence Hub», welcher Respekt, Empathie und Transparenz im Bereich des Influencer-Marketings in den sozialen Medien fördert.
Sophie Achermann lebt mit ihrem Mann und ihren zwei Kindern in Bern.

## Projekt «Stop Hate Speech»
Im Rahmen einer Konferenz während der Kommission der Vereinten Nationen zur Rechtsstellung der Frau 2015 leitete Achermann einen Workshop zum Thema Diskriminierung im Internet. 2018 startete sie das Projekt «Stop Hate Speech», welches Hassrede im Internet entgegnet und einen Algorithmus aufgebaut hat, welcher Hassrede im Internet erkennt. Das Projekt, welches eng mit der ETH Zürich und der Universität Zürich zusammenarbeitet, möchte dem Problem der Hassrede im Internet begegnen, ohne die Meinungsfreiheit einzuschränken. Das Projekt verfolgt das Ziel, Dialog zu fördern und damit die Demokratie zu stärken.